# Stenodus leucichthys
El salmón blanco (Stenodus leucichthys) es un pez marino y de río de la familia de los salmónidos. Es la especie de este género que habitaba en el río Volga y otros ríos que desembocan en el mar Caspio, en Asia, pero hoy día se la considera extinta en estado salvaje, tan solo queda un grupo de reproductores mantenidos en cautividad para su futura reintroducción.

## Morfología
Cuerpo similar al resto de salmónidos, de un color claro y que puede alcanzar grandes dimensiones, la longitud máxima descrita fue para un ejemplar de 150 cm, aunque el tamaño máximo normal es de 61 cm, con pesos máximos de 40 kg y una edad de hasta 22 años. Su nombre científico deriva de su morfología, en griego: stenos (estrecho) + odous (dientes) + leucichthys (pez blanco). No tiene espinas en las aletas, se distingue por su gran boca, la mandíbula inferior saliente, y la presencia de tan solo 13 a 17 branquiespinas en la rama inferior del primer arco branquial, su aleta dorsal alta y puntiaguda y sus aletas pélvicas con proceso axilar bien desarrollado. Generalmente plateado, con la parte trasera por lo general en lugar verde, azul o marrón pálido; blanco plateado abajo; aletas dorsal y caudal tienen márgenes oscuros, otras aletas pálidas.

## Hábitat y biología
Son peces anádromos, que viven en el mar en aguas frías y superficiales y remontan los ríos para desovar cuando alcanzan la madurez, siendo también frecuentes las poblaciones que viven en lagos cerrados. Los adultos son depredadores de pequeños peces, mientras que los alevines se alimentan de insectos y crustáceos, aunque durante las migraciones se alimenta un poco de todo.

## Importancia para el hombre
Era pescado con cierta importancia comercial, por lo que también es criado en acuicultura, donde se mantienen los últimos ejemplares reproductores de la especie; también es una especie usada en pesca deportiva. Su carne alcanza gran valor en el mercado, siendo blanca, dulce y ligeramente grasienta.